# Can Sucrana (Cassà de la Selva)
Can Sucrana és una obra del municipi de Cassà de la Selva (Gironès) inclosa en l'Inventari del Patrimoni Arquitectònic de Catalunya.

## Descripció
Es tracta d'un edifici urbà de planta rectangular. Parets portants amb pedra morterada i carreus de pedra a les cantonades i obertures de portes i finestres com a tot casal senyorial. La planta primera era la destinada a residència dels senyors. Aquesta planta conserva els balcons de ferro forjat. La pedra del balcó i la rapissa de les finestres del segon pis presenten motllures.

## Història
Aquest edifici es troba en el raval d'expansió del centre urbà del s. XVIII, L'aspecte formal actual de la façana es realitzà el 1786 per encàrrec de Joan Pla i Pagès, tal com indica la llinda de la porta principal. L'edifici ha estat compartimentat per a utilització plurifamiliar. La planta baixa, primitivament destinada als carruatges i a fer de magatzem, actualment és utilitzat per a comerç.